# Hrabstwo Glades
Glades – hrabstwo w stanie Floryda, w USA. Z gęstością 6 os./km² jest trzecim najsłabiej zaludnionym hrabstwem Florydy. Jego siedzibą administracyjną jest Moore Haven.
Całkowita powierzchnia hrabstwa wynosi 2560 km², w tym 470 km² (18,3%) to woda. Obejmuje dużą część największego jeziora Florydy – Jeziora Okeechobee.

## Miejscowości
- Moore Haven
- Buckhead Ridge

## Sąsiednie hrabstwa
- Hrabstwo Highlands – północ
- Hrabstwo Okeechobee – północny wschód
- Hrabstwo Martin – wschód
- Hrabstwo Palm Beach – południowy wschód
- Hrabstwo Hendry – południe
- Hrabstwo Lee – południowy zachód
- Hrabstwo Charlotte – zachód
- Hrabstwo DeSoto – północny zachód

## Demografia
Według spisu w 2020 roku liczy 12 126 mieszkańców, co oznacza spadek o 5,9% od poprzedniego spisu z roku 2010. Według danych z 2022 roku, 75,3% stanowiła ludność biała (56,8% nie licząc Latynosów), 15,3% to czarnoskórzy Amerykanie lub Afroamerykanie, 4,4% rdzenna ludność Ameryki, 3,9% miało rasę mieszaną, 0,8% to Azjaci i 0,2% pochodziło z wysp Pacyfiku. Latynosi stanowili 22,5% populacji hrabstwa.

## Religia
W 2020 roku większość mieszkańców to ewangelikalni protestanci, zrzeszeni głównie w bezdenominacyjnych i baptystycznych zborach. 5,9% populacji zadeklarowało członkostwo w Kościele katolickim.

## Polityka
Hrabstwo jest silnie republikańskie, gdzie w wyborach prezydenckich w 2020 roku, 72,8% głosów otrzymał Donald Trump i 26,7% przypadło dla Joe Bidena. 